# Jardin botanique d'Amsterdam

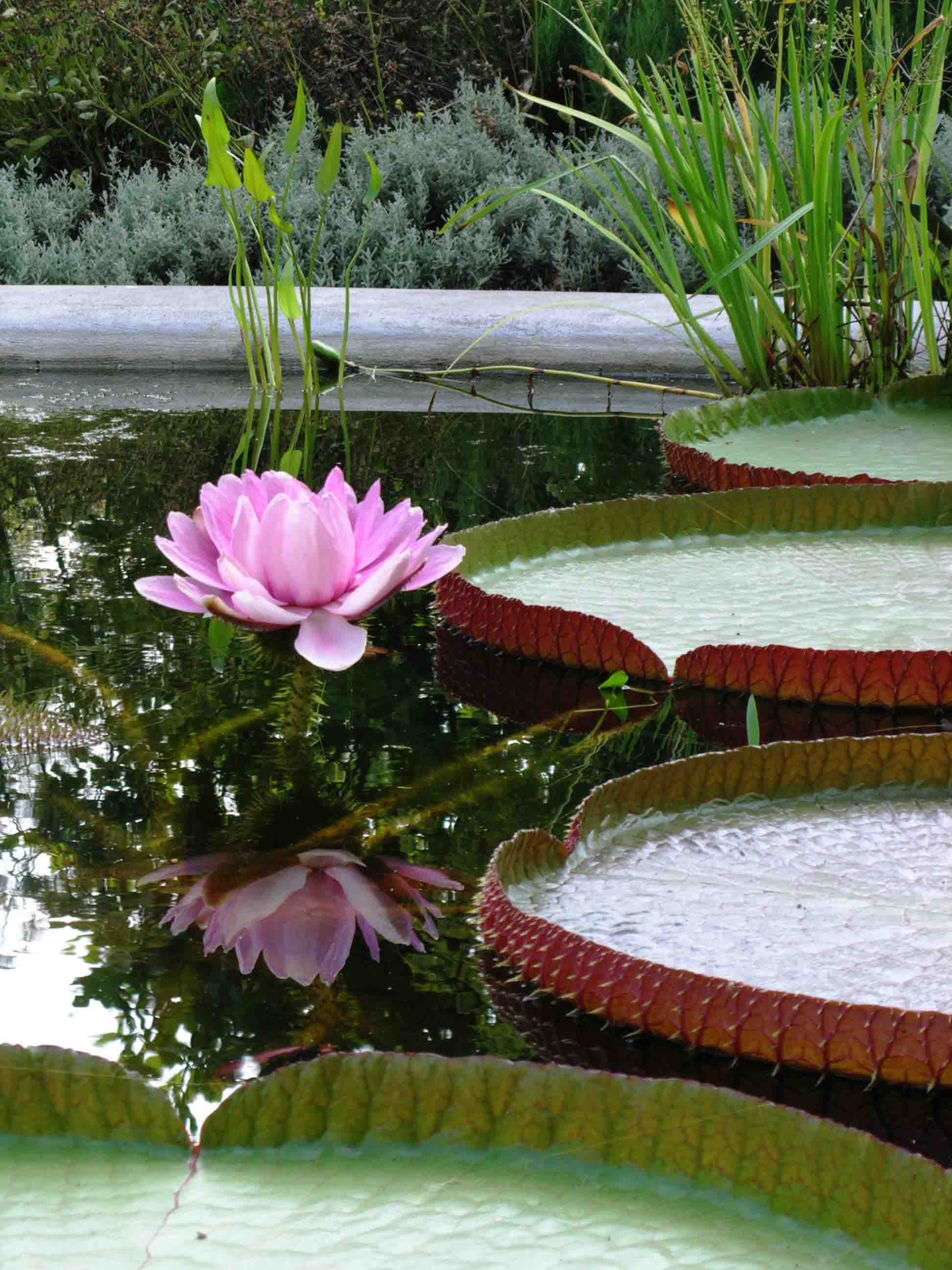
Un nénuphar du genre Victoria en fleur dans le jardin botanique d'Amsterdam

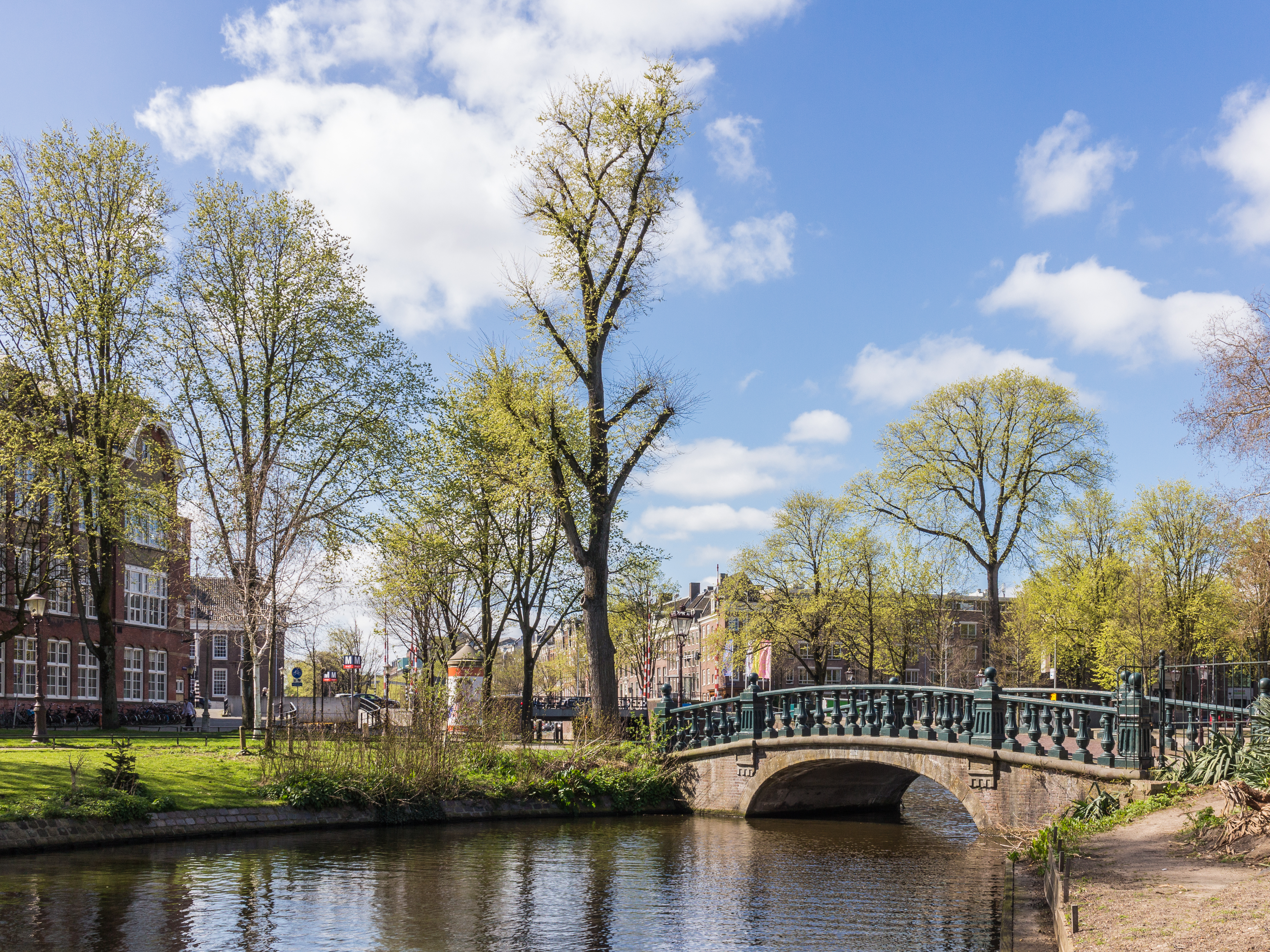
Le jardin botanique d'Amsterdam. Mars 2019.

Pour les articles homonymes, voir Hortus (homonymie).
Le Jardin botanique d'Amsterdam ou l'Hortus Botanicus Amsterdam a été fondé à Amsterdam aux Pays-Bas en 1638. Il contient plus de six mille arbres et plantes, tropicales et indigènes. C'est un des plus vieux jardins botaniques au monde, il servit de plantation d'herbes médicinales aux apothicaires et aux médecins, en étant un jardin de simples.
L'École de médecine d'Amsterdam avait depuis longtemps un jardin auquel était attaché un professeur, mais dans ce local étroit et fort petit : on se bornait à y cultiver des plantes usuelles, et il fut ainsi abandonné lors de l'agrandissement de la ville.
La collection initiale du Hortus Botanicus fut thésaurisée durant le XVIIe siècle grâce à des plantes et des graines ramenées par des marchands de la Compagnie néerlandaise des Indes orientales pour être utilisées comme médicaments ainsi que pour leurs potentialités commerciales. Mais le Jardin botanique d'Amsterdam prit sa véritable dimension en 1684, selon les Annales du Muséum d'histoire naturelle, qui estiment que le maire de la ville, l'érudit Nicolas Witsen en fut le véritable fondateur. Il en donna la direction à Jean Commelin, connu pour son amour pour la botanique, qui voulut rivaliser avec les jardins de Leyde et de Paris et fit venir des plantes de tous les pays, via la Compagnie néerlandaise des Indes orientales. Le nombre d'espèces exotiques devint si considérable, qu'une chaire fut donnée à Gaspard Commelin, neveu de Jean, pour en faire connaître les caractéristiques,.
Nicolas Witsen demanda en 1690 que des plants de café de Moka soit acclimatés au jardin d'Amsterdam. En 1712 et 1714, des plants de café furent envoyés au Roi de France à Paris.
Un unique plant de café, le Coffea arabica, provenant de la collection du Hortus servit de parent à la totalité des cultures de café en Amérique centrale et du sud.
Pareillement, deux petits palmiers à huile en pot ramenés de Maurice par la Compagnie donnèrent des graines au bout de six ans, et celles-ci servirent à propager la plante à travers tout le Sud-est asiatique, devenant la source principale de revenu des Indes orientales néerlandaises et maintenant de l'Indonésie.
La monumentale serre des palmiers date de 1912 et est renommée pour sa collection de Cycadophyta. Parmi les extensions récentes faites au Hortus, une gigantesque serre chaude a été ajoutée incorporant trois différents climats tropicaux.

## Sources
- (en) Cet article est partiellement ou en totalité issu de l’article de Wikipédia en anglais intitulé « Hortus Botanicus (Amsterdam) » (voir la liste des auteurs).